# 38-ма паралель південної широти
38-ма паралель південної широти — лінія широти, що лежить на 38 градусів південніше земної екваторіальної площини. Вона проходить через Атлантичний океан, Індійський океан, Австралазію, Тихий океан та Південну Америку.
На цій широті під час літнього сонцестояння сонце видно 14 годин 48 хвилин, а під час зимового сонцестояння — 9 годин 32 хвилини.

## Список географічних об'єктів, що перетинає 38° пд. ш.
Починаючи з Гринвіцького меридіану та рухаючись на схід, 38-ма паралель південної широти проходить через:
| Координати                                                   | Країна, територія або море | Примітки                                                                             |
| ------------------------------------------------------------ | -------------------------- | ------------------------------------------------------------------------------------ |
| 38°0′ пд. ш. 0°0′ сх. д. / 38.000° пд. ш. 0.000° сх. д.      | Атлантичний океан          |                                                                                      |
| 38°0′ пд. ш. 20°0′ сх. д. / 38.000° пд. ш. 20.000° сх. д.    | Індійський океан           | Проходить південніше острова Амстердам, Французькі Південні і Антарктичні Території  |
| 38°0′ пд. ш. 140°32′ сх. д. / 38.000° пд. ш. 140.533° сх. д. | Австралія                  | Південна Австралія Вікторія — проходить через затоку Порт-Філіп, південнше Мельбурна |
| 38°0′ пд. ш. 147°42′ сх. д. / 38.000° пд. ш. 147.700° сх. д. | Тасманове море             |                                                                                      |
| 38°0′ пд. ш. 174°47′ сх. д. / 38.000° пд. ш. 174.783° сх. д. | Нова Зеландія              | Проходить через Північний острів, південніше Факатане                                |
| 38°0′ пд. ш. 178°21′ сх. д. / 38.000° пд. ш. 178.350° сх. д. | Тихий океан                |                                                                                      |
| 38°0′ пд. ш. 73°28′ зх. д. / 38.000° пд. ш. 73.467° зх. д.   | Чилі                       | Біобіо Арауканія Біобіо                                                              |
| 38°0′ пд. ш. 71°5′ зх. д. / 38.000° пд. ш. 71.083° зх. д.    | Аргентина                  | Неукен Ріо-Негро Ла-Пампа Буенос-Айрес — проходить через Мар-дель-Плату              |
| 38°0′ пд. ш. 57°33′ зх. д. / 38.000° пд. ш. 57.550° зх. д.   | Атлантичний океан          |                                                                                      |